# Santuaris i temples de Nikkō
Santuaris i temples de Nikkō és la designació donada per la UNESCO al conjunt que abasta 103 edificis o estructures i l'entorn natural que els envolta, qualificats com a Patrimoni de la Humanitat el 1999, situats a Nikkō, a la prefectura de Tochigi, al Japó. Els edificis pertanyen a dos santuaris xintoistes (Santuari Futarasan i Nikkō Tōshō-gū) i un temple budista (Rinnō-ji). Nou de les estructures estan qualificades Tresors Nacionals del Japó, mentre que la resta de 94 són Béns Culturals.

## Béns Protegits

### Santuari Futarasan
Les 23 estructures del Santuari Futarasan estan incloses en la nominació. Totes estan registrats com a Béns Culturals Importants del Japó. Són:
| Nom                                           | Comentaris                                                                | Període               | Imatge |
| --------------------------------------------- | ------------------------------------------------------------------------- | --------------------- | ------ |
| Honden                                        | Edifici principal la consagració dels tres déus del Santuari Futarasan.   | 1619                  |        |
| Karamon                                       | Porta davant de Hoden.                                                    | Període Edo primerenc |        |
| Wakimon                                       | Porta del Sukibe.                                                         | Període Edo primerenc |        |
| Sukibe                                        | Sostre de la pared del Honden.                                            | Període Edo primerenc |        |
| Haiden                                        | Passadís d'adoració.                                                      | 1645                  |        |
| Torii                                         | Torii de coure que marca la entrada al santuari.                          | 1799                  |        |
| Shinkyō                                       | Pont en arc de fusta.                                                     | 1904                  |        |
| Betsugū Taki-no-o-jinja Honden                | Edifici de consagració Tagorihime no Mikoto.                              | 1713                  |        |
| Betsugū Taki-no-o-jinja Karamon               | Porta de la Betsugū Taki-no-o-jinja Honden.                               | 1740                  |        |
| Betsugū Taki-no-o-jinja Haiden                | Passadís d'adoració.                                                      | c. 1713               |        |
| Betsugū Taki-no-o-jinja Rōmon                 | Porta a la Betsugū Taki-no-o-jinja.                                       | 1697                  |        |
| Betsugū Taki-no-o-jinja Torii (3 estructuras) | Torii de pedra cap a la Betsugū Taki-no-o-jinja que marca l'àrea sagrada. | 1696, 1779            |        |
| Betsugū Hongū-jinja Honden                    | Edifici de consagració Ajisukitakahikone no Mikoto.                       | 1685                  |        |
| Betsugū Hongū-jinja Karamon                   | Porta davant la Betsugū Hongu-jinja Honden.                               | c. 1685               |        |
| Betsugū Hongū-jinja Sukibe                    | Sostre de la pared del Betsugū Hongu-jinja Honden.                        | c. 1685               |        |
| Betsugū Hongū-jinja Haiden                    | Passadís d'adoració.                                                      | 1685                  |        |
| Betsugū Hongū-jinja Torii                     | Torii de pedra prop la Betsugū Hongu-jinja que marca l'àrea sagrada.      | 1800                  |        |
| Shin-yosha                                    | Magatzem de mikoshi, santuaris portàtils.                                 | 1641                  |        |
| Daikokuden                                    | Edifici de consagració Ōkuninushi no Mikoto.                              | 1745                  |        |
| Massha Mitomo-jinja Honden                    | Edifici de consagració Sukunabikona no Mikoto.                            | c. 1751–1761          |        |
| Massha Hie-jinja Honden                       | Edifici de consagració Ōyamakui no Mikoto.                                | c. 1648–1651          |        |

### Tōshō-gū
Els 42 edificis del santuari de Tōshō-gū s'inclouen en la candidatura. Vuit estructures es registren com a Tresors Nacionals del Japó i 34 són importants Béns Culturals.
| Nom                            | Comentaris | Període               | Imatge |
| ------------------------------ | --- | --------------------- | ------ |
| Honden, Ishinoma, Haiden       | Honden: Edifici de la consagració de la imatge de Tokugawa Ieyasu, Tōshō Daigongen. Ishinoma: Càmera que connecta Honden i Haiden. Haiden: Sala de culte.            | 1636                  |        |
| Shōmen Karamon                 | Porta davant de Haiden. Tercera porta. | 1636                  |        |
| Haimen Karamon                 | Porta darrera de Honden. | 1636                  |        |
| Tōzai Sukibe                   | Sistre de la pared de Honden, Ishinoma i Haiden. | 1636                  |        |
| Yōmeimon                       | Porta de dos pisos. Segona porta. | 1636                  |        |
| Tōzai Kairō y Kugurimon        | Sostre tancat. | 1636                  |        |
| Kamishamusho                   | Edifici per a serveis Shinto. | 1636                  |        |
| Kaguraden                      | Edifici per al ritual de Kagura. | Període Edo           |        |
| Shin-yosha                     | Magatzem de mikoshi, santuaris portàtils. | 1636                  |        |
| Shōrō                          | Campanar | 1636                  |        |
| Korō                           | Magatzem. | 1636                  |        |
| Honjidō                        | Edifici consagració de Yakushi, el Buda de la Sanació. | 1636                  |        |
| Kyōzō                          | Magatzem pe a sutres | 1636                  |        |
| Kamijinko                      | Magatzem. | Període Edo           |        |
| Nakajinko                      | Magatzem. | Període Edo           |        |
| Shimojinko                     | Magatzem. | Període Edo           |        |
| Mizuya                         | Edifici de pedra, diposit d'aigua. | 1636                  |        |
| Shinkyū                        | Estable dels cavalls sagrats. | 1636                  |        |
| Omotemon                       | Primera porta. | 1636                  |        |
| Gojūnotō                       | Cinc pisos de pagoda. | 1818                  |        |
| Ishidorii                      | Torii de pedra propera al front | 1618                  |        |
| Sakashitamon                   | Porta a la entrada de la Okusha. | 1636                  |        |
| Okusha Hōtō                    | Edifici de la consagració de les restes de Tokugawa Ieyasu. | 1683                  |        |
| Okusha Karamon                 | Porta davant de Hōtō. | 1650                  |        |
| Okusha Ishitamagaki            | Pared de pedra que tanca la Okusha. | Període Edo           |        |
| Okusha Haiden                  | Sala de culte. | 1636                  |        |
| Okusha Dōjinko                 | Magatzem dels tresors. | 1654                  |        |
| Okusha Torii                   | Torii de coure al front de la Okusha. | c. 1683               |        |
| Okusha Sekisaku                | Pedra en forma de valla. | Període Edo           |        |
| Kariden Honden, Ainoma, Haiden | Honden: Edifici de la consagració de la imatge divinitzada de Tokugawa Ieyasu, Tōshō Daigongen. Ainoma: Edifici que connecta Honden i Haiden. Haiden: Sala de culte. | 1639                  |        |
| Kariden Karamon                | Porta davant el Kariden Honden. | Període Edo           |        |
| Kariden Sukibe                 | Sostre de la pared del Honden Kariden. | Període Edo           |        |
| Kariden Wakimon                | Porta en el Kariden Sukibe. | Període Edo           |        |
| Kariden Torii                  | Torii de coure proper al front de Kariden Honden. | Període Edo           |        |
| Kariden Shōrō                  | Campanar. | Període Edo primerenc |        |
| Otabisho Honden                | Edifici pel festival Togyosai. | 1685                  |        |
| Otabisho Haiden                | Sala de culte pel festival Togyosai. | c. 1685               |        |
| Otabisho Shinsenjo             | Edifici on se prepara menjar sagrat durant el festival Togyosai. | c. 1685               |        |
| Kyūokusha Karamon              | Porta de Pedra de la Kyūokusha. Reconstruida en una nova ubicació després de la seva destrucció en un terratrèmol.                                                   | 1641                  |        |
| Kyūokusha Torii                | Torii del Kyūokusha. Reconstruida en una nova ubicació després de la seva destrucció en un terratrèmol.                                                              | 1641                  |        |

### Rinnō-ji
Els 38 edificis del temple de Rinnō-ji es troben inclosos en la candidatura. Una estructura, que comprèn la Honden, Ainoma i Haiden del Mausoleu Taiyuin, és Tresor Nacional del Japó i 37 són importants Béns Culturals.
| Nom                                                         | Comentaris | Període      | Imatge |
| ----------------------------------------------------------- | --- | ------------ | ------ |
| Hon-dō (Sanbutsudō)                                         | Sala de Siddharta Gautama. | 1647         |        |
| Sōrintō                                                     | Sutra de coure repositori de torre. | 1643         |        |
| Hombō Omotemon                                              | Puerta frontal de Hombō. | Període Edo  |        |
| Kaizandō                                                    | Sala del fundador, dedicat al monjo Shōdō. | c. 1720      |        |
| Jōgyōdō                                                     | Sala de Buda consagrat Amida Nyorai. | 1649         |        |
| Hokkedō                                                     | Sala de Buda consagrat Shaka Nyorai. | 1649         |        |
| Jōgyōdō Hokkedō Watarirō                                    | Corredor amb sostre entre Hokkedō i Watarirō. | 1649         |        |
| Jigendō Byōdō                                               | Edifici de la consagració de les restes del monjo Tenkai.                                                                                            | Període Edo  |        |
| Jigendō Haiden                                              | Edifici per al culte Jigendō. | 1649         |        |
| Jigendō Kyōzō                                               | Magatzem pels documents del monjo Tenkai. | Període Edo  |        |
| Jigendō Shōrō                                               | Campanar. | Període Edo  |        |
| Jigendō Amidadō                                             | Sala de Buda consagrat Amida Nyorai. | Període Edo  |        |
| Kodamadō                                                    | Sala de Buda consagrat Kodama. | Període Edo  |        |
| Gohōtendō                                                   | Sala de Buda consagrat Bishamonten, Benzaiten i Daikokuten.                                                                                          | c. 1615–1623 |        |
| Kannondō                                                    | Sala de Buda consagrat Kanzeon Bosatsu (Avalokiteśvara Kṣitigarbha).                                                                                 | 1685         |        |
| Sanjūnotō                                                   | Pagoda de tres pisos. | 1685         |        |
| Mausoleu Taiyuin (Taiyū-in Reibyō): Honden, Ainoma i Haiden | Honden: Edifici consagrat Taiyū-in, deificació de la imatge de Tokugawa Iemitsu. Ainoma: Càmera que connecta Honden i Haiden. Haiden: Saló de culte. | 1653         |        |
| Taiyū-in Reibyō Karamon                                     | Porta davant de Taiyū-in Reibyō. | 1653         |        |
| Taiyū-in Reibyō Mizugaki                                    | Sistre de la paret del Taiyū en Reibyō Honden o altres estructures.                                                                                  | 1653         |        |
| Taiyū-in Reibyō Wakamon                                     | Porta del Taiyū-in Reibyō Mizugaki. | 1653         |        |
| Taiyū-in Reibyō Gokūsho                                     | Construcció per a la preparació de l'aliment sagrat.                                                                                                 | 1653         |        |
| Taiyū-in Reibyō Gokūsho Watarirō                            | Passadís cobert entre el Honden i Gokūsho. | 1653         |        |
| Taiyū-in Reibyō Yashamon                                    | Tercera porta. | 1653         |        |
| Taiyū-in Reibyō Yashamon Sayū Kairō                         | Passadís cobert de la Yashamon. | 1653         |        |
| Taiyū-in Reibyō Shōrō                                       | Campanar. | 1653         |        |
| Taiyū-in Reibyō Korō                                        | Magatzem. | 1653         |        |
| Taiyū-in Reibyō Nitemmon                                    | Segona porta. | 1653         |        |
| Taiyū-in Reibyō Saijō                                       | Lavatori ritual. | 1653         |        |
| Taiyū-in Reibyō Mizuya                                      | Columna de pedra construïda que alberga el diposit d'aigua.                                                                                          | 1653         |        |
| Taiyū-in Reibyō Hōko                                        | Magatzem. | 1653         |        |
| Taiyū-in Reibyō Niōmon                                      | Primera porta. | 1653         |        |
| Taiyū-in Reibyō Kōkamon                                     | Porta en la entrada de Taiyū-in Reibyō Oku-in. | 1653         |        |
| Taiyū-in Reibyō Dōzutsumi Hōzō                              | Magatzem de coure. | 1653         |        |
| Taiyū-in Reibyō Oku-in Hōtō                                 | Edifici de la consagració de les restes de Tokugawa Iemitsu.                                                                                         | 1653         |        |
| Taiyū-in Reibyō Oku-in Inukimon                             | Porta de coure front el Hōtō. | 1653         |        |
| Taiyū-in Reibyō Oku-in Haiden                               | Saló de culte. | 1653         |        |
| Taiyū-in Reibyō Bettōsho Ryūkō-in                           | Edifici principal de Taiyū-in. | Període Edo  |        |

### Paisatge cultural
Incloses en la proposta hi ha les vessants de les muntanyes boscoses on es troben els edificis. El bosc de cedres dominant es va plantar al segle xvii durant la construcció del santuari de Tōshō-gū. L'àrea on es troben els edificis ha estat designat com a «Lloc Històric». Altres parts del paisatge cultural estan protegides dins el Parc Nacional de Nikkō.